# Anaoma (Lolowau)
Anaoma is een bestuurslaag in het regentschap Nias Selatan van de provincie Noord-Sumatra, Indonesië. Anaoma telt 409 inwoners (volkstelling 2010).